# Mailand–Sanremo 2013
Der 104. Rad-Klassiker Mailand–Sanremo fand am 17. März 2013 statt. Zum ersten Mal in seiner Geschichte wurde das Rennen nicht wie üblich an einem Samstag, sondern an einem Sonntag ausgetragen. Er war Teil der UCI World Tour 2013 und innerhalb dieser das vierte Rennen. Ursprünglich sollte das Rennen auf derselben Strecke wie im Jahr zuvor ausgetragen werden, aber aufgrund von Schneefall auf dem Passo del Turchino wurde das Rennen um 52 auf 246 Kilometer verkürzt. Es siegte der Deutsche Gerald Ciolek vom Südafrikanischen Team MTN Qhubeka.

## Teilnehmer
| ProTeams AG2R La Mondiale (ALM) Team Argos-Shimano (ARG) Astana Pro Team (AST) Blanco (BLA) BMC Racing Team (BMC) Cannondale Pro Cycling (CAN) Euskaltel Euskadi (EUS) FDJ (FDJ) Garmin Sharp (GRS) Katusha (KAT) | Lampre-Merida (LAM) Lotto Belisol (LTB) Movistar (MOV) Omega Pharma-Quick Step (OPQ) Orica GreenEdge (OGE) RadioShack Leopard (RLT) Team Saxo-Tinkoff (TST) Sky ProCycling (SKY) Vacansoleil-DCM (VCD) |
| Professional Continental Teams Androni Giocattoli-Venezuela (AND) Bardiani Valvole-CSF Inox (BAR) Team Europcar (EUC)                                                                                             | IAM Cycling (IAM) MTN Qhubeka (MTN) Vini Fantini-Selle Italia (VIN) |

Startberechtigt waren die 19 ProTeams. Zusätzlich vergab der Veranstalter Wildcards an sechs Professional Continental Teams. Jede Mannschaft trat mit acht Fahrern an.

### Favoriten
Top-Favorit war der Slowake Peter Sagan vom Italienischen Radsportteam Cannondale Pro Cycling, nachdem er eine Woche zuvor bei dem Etappenrennen Tirreno–Adriatico zwei Etappensiege, einen im Massensprint und einen aus einer Gruppe heraus, erlangen konnte. Sollte eine große Gruppe ins Ziel kommen, gehörten die ehemaligen Sieger Matthew Goss, Mark Cavendish, und Alessandro Petacchi sowie André Greipel zu den Favoriten. Gerald Ciolek hatte nach den Plätzen drei und vier bei Tirreno–Adriatico Außenseiterchancen. Weitere Favoriten waren neben dem Sieger von 2008 Fabian Cancellara, Weltmeister Philippe Gilbert, Vincenzo Nibali sowie die Norweger Thor Hushovd und Edvald Boasson Hagen.

## Rennverlauf
Bei schlechtem Wetter konnte sich kurz nach dem Start eine sechsköpfige Gruppe um Lars Ytting Bak, Maxim Belkow, Filippo Fortin, Pablo Lastras, Matteo Montaguti und Diego Rosa absetzen. Aufgrund von Schneefall auf dem Passo del Turchino musste das Rennen nach 118 km in Ovada unterbrochen werden. Die Fahrer wurden mit Bussen nach Cogoleto gebracht, von wo es noch 126 km bis ins Ziel waren. Im weiteren Verlauf wurde mit dem Le Mànie ein weiterer Berg umfahren. Um 15:00 Uhr wurde das Rennen wieder aufgenommen. Die Spitzengruppe nahm das Rennen mit einem Vorsprung von 7:10 Minuten auf das Hauptfeld auf. 33 Kilometer vor dem Ziel wurde der letzte Ausreißer eingeholt. Daraufhin attackierten weitere Fahrer. In der Abfahrt vom Poggio übernahm die Gruppe um Sylvain Chavanel, Peter Sagan, Fabian Cancellara, Ian Stannard, Gerald Ciolek und Luca Paolini die Führung. In geringem Abstand folgte das Hauptfeld. Zwei Kilometer vor dem Ziel attackierte Sagan, aber Cancellara konnte die Lücke schließen. Daraufhin versuchte es Stannard. Diesmal leistete Sagan die Nachführarbeit und Stannard wurde kurz vor dem Teufelslappen eingeholt. Den Zielsprint der Sechsergruppe konnte Gerald Ciolek für sich entscheiden. Damit gewann nach Erik Zabel vor 12 Jahren wieder ein Deutscher die Fahrt in den Frühling.

## Ergebnis
| #   | Fahrer             | Team               | Zeit                    |
| --- | ------------------ | ------------------ | ----------------------- |
| 1.  | Gerald Ciolek      | MTN Qhubeka        | 5:37:20 h (43,754 km/h) |
| 2.  | Peter Sagan        | Cannondale         | gleiche Zeit            |
| 3.  | Fabian Cancellara  | RadioShack Leopard | gleiche Zeit            |
| 4.  | Sylvain Chavanel   | Omega Pharma       | gleiche Zeit            |
| 5.  | Luca Paolini       | Katusha            | gleiche Zeit            |
| 6.  | Ian Stannard       | Sky ProCycling     | gleiche Zeit            |
| 7.  | Taylor Phinney     | BMC Racing Team    | gleiche Zeit            |
| 8.  | Alexander Kristoff | Katusha            | + 0:14 min              |
| 9.  | Mark Cavendish     | Omega Pharma       | gleiche Zeit            |
| 10. | Bernhard Eisel     | Sky ProCycling     | gleiche Zeit            |